# Calne Town F.C.
Calne Town FC là một câu lạc bộ bóng đá có trụ sở tại Calne, Wiltshire, Anh. Đội bóng hiện thi đấu tại  và có sân nhà ở Bremhill View.

## Danh hiệu
- Wiltshire League
  - Nhà vô địch Division Two mùa giải 1906–07
- Wiltshire Senior Cup
  - Nhà vô địch các mùa giải 1912–13, 1984–85, 2008–09, 2011–12

## Thống kê
- Thành tích tốt nhất tại FA Cup: Vòng loại thứ ba các mùa giải 1959–60, 1997–98[2][3]
- Thành tích tốt nhất tại FA Vase performance: Vòng ba mùa giải 2006–07[3]
- Kỷ lục khán giả đến sân: 1,100 người trong trận đấu giao hữu với Swindon Town[4]
- Cầy thủ ra sân nhiều nhất: Gary Swallow, 259 lần[4]
- Cầu thủ ghi bàn nhiều nhất: Robbie Lardner[4]